# (16413) Abulghazi
16413 Abulghazi es un asteroide, que fue descubierto el 28 de enero de 1987 por Eric Walter Elst, en el Observatorio La Silla, Chile.